# Kotte
För Sri Lankas legislativa och juridiska huvudstad, se Sri Jayawardenapura. För kungadömet, se Kotte (kungadöme). För Poul Hennigsens lampa se Kotte (lampa)
En kotte är en fröställning hos i första hand barrträd, motsvarigheten till blommor och blomställningar hos blomväxter och strobilus hos fräkenväxter. De flesta barrträd har skilda han- och honkottar. Hankottarna är mindre och inte förvedade. De producerar pollen vilka med vinden förs till honkottar med mogna ägg. Efter befruktningen utvecklas embryon i frön i honkottarna, och dessa släpps ut när de har mognat. Tomma kottar faller sedan till marken och dör. Många djur livnär sig i stor utsträckning på kottfrön under vintern, som ekorre, stenknäck och korsnäbb. Barrträden släpper sina frön på vårvintern.
En kotte består av en axel i mitten och kottfjäll och fröfjäll i spiral runt denna. På varje kottfjäll sitter två frön. Olika träds kottar kan skilja sig i storlek från någon centimeter till 4 decimeter och väga så mycket som 5 kg.
Honhängen från klibbal och gråal kallas också kottar, eftersom de är starkt förvedade.

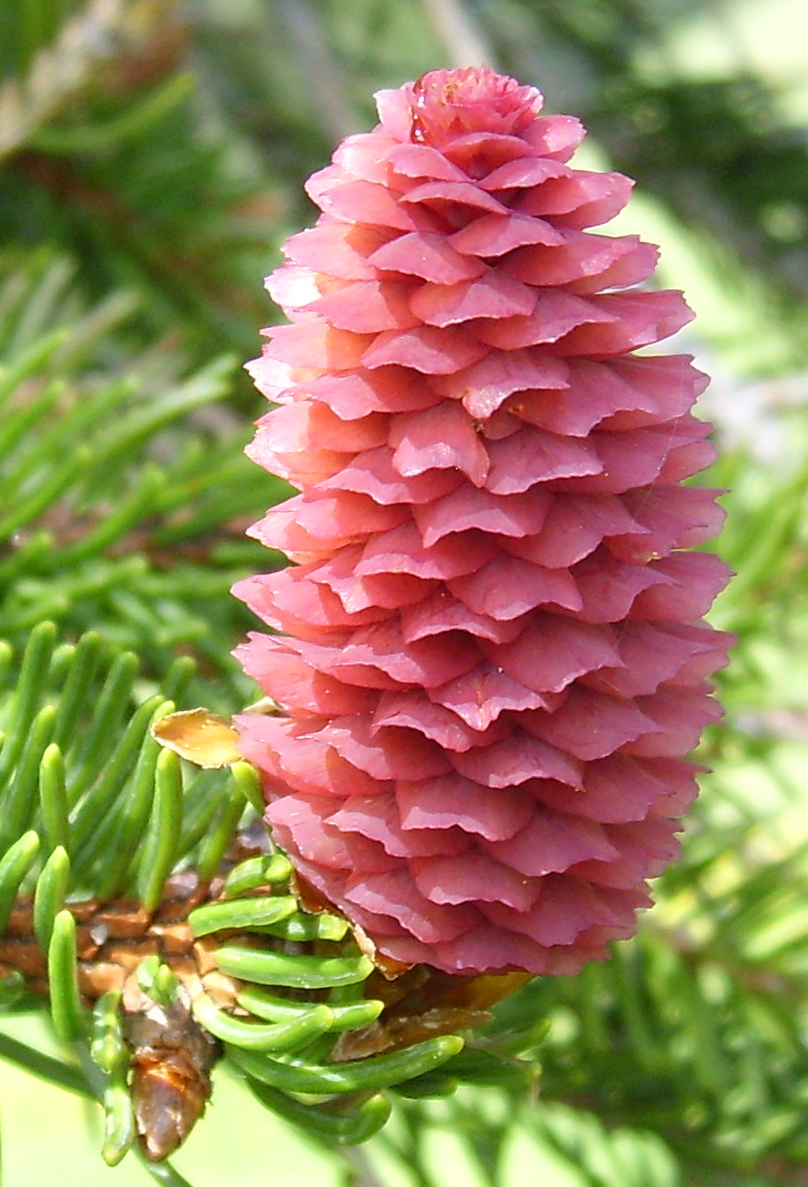
Befruktningsmogen honkotte av gran Picea abies.
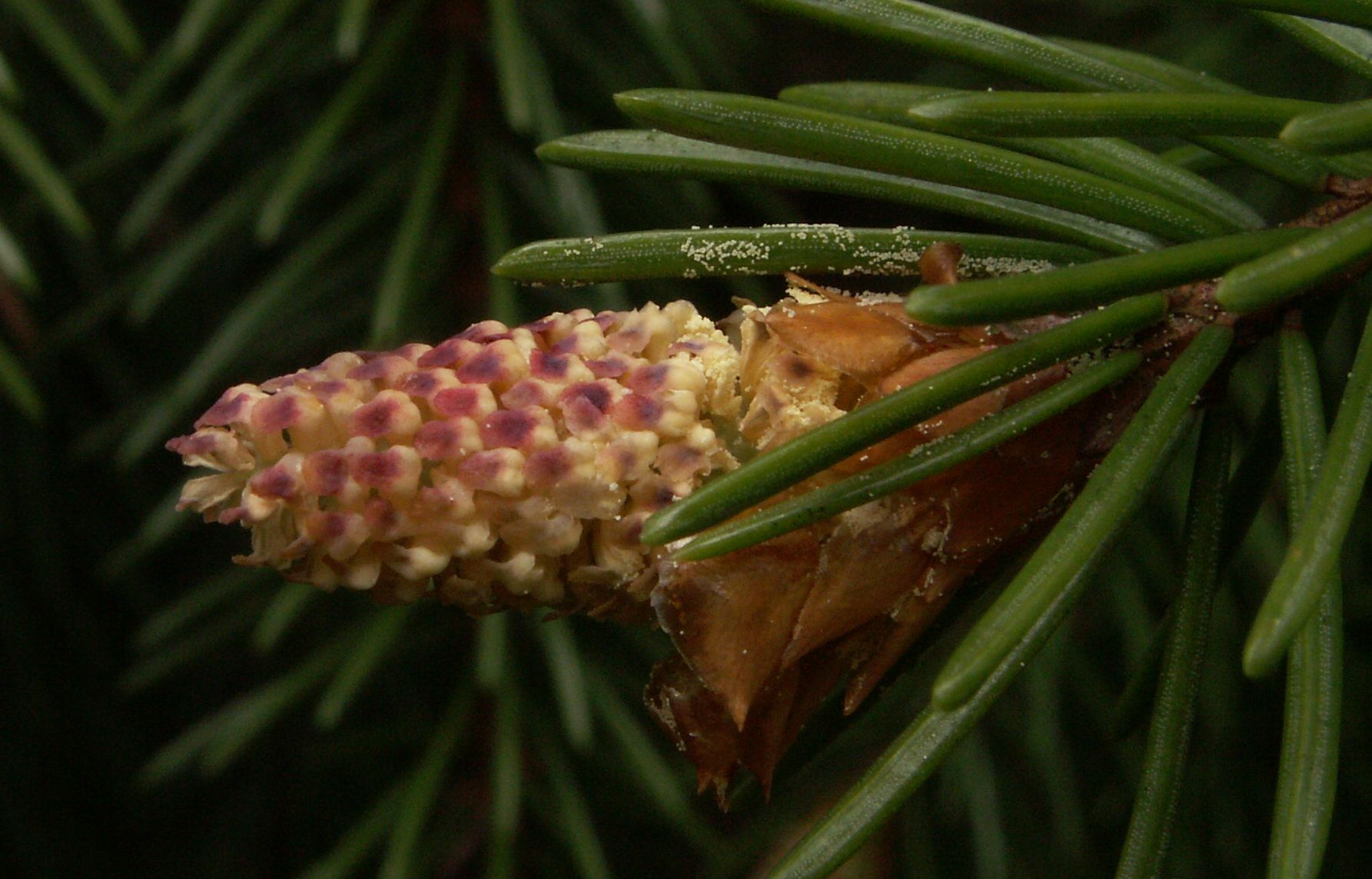
Pollenbärande hankotte av gran Picea abies.
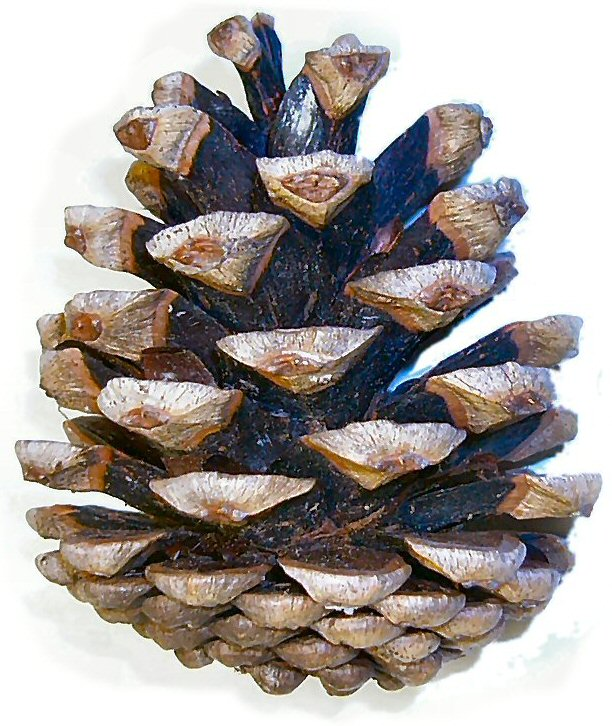
Kotte från svarttall Pinus nigra.
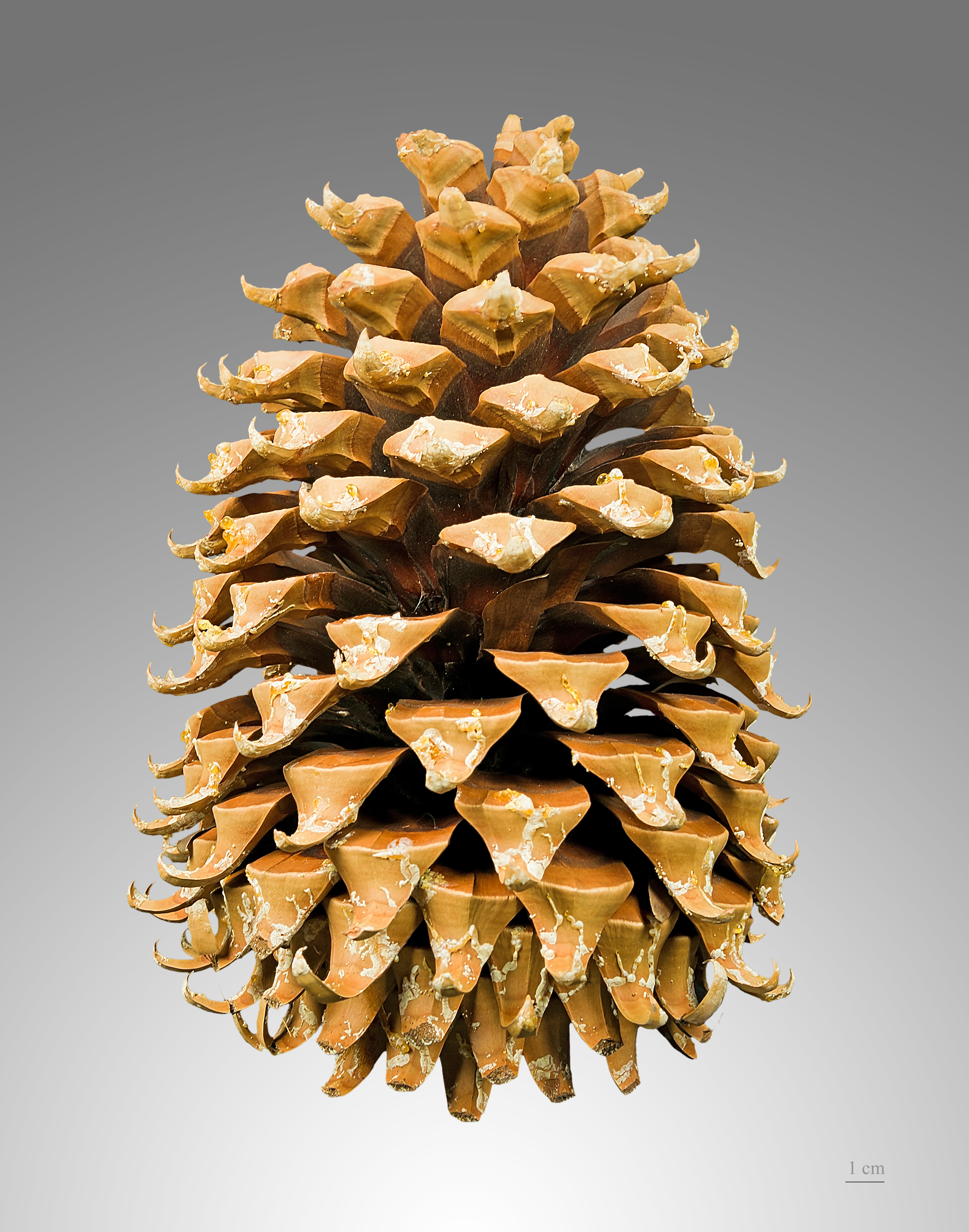
Pinus coulteri
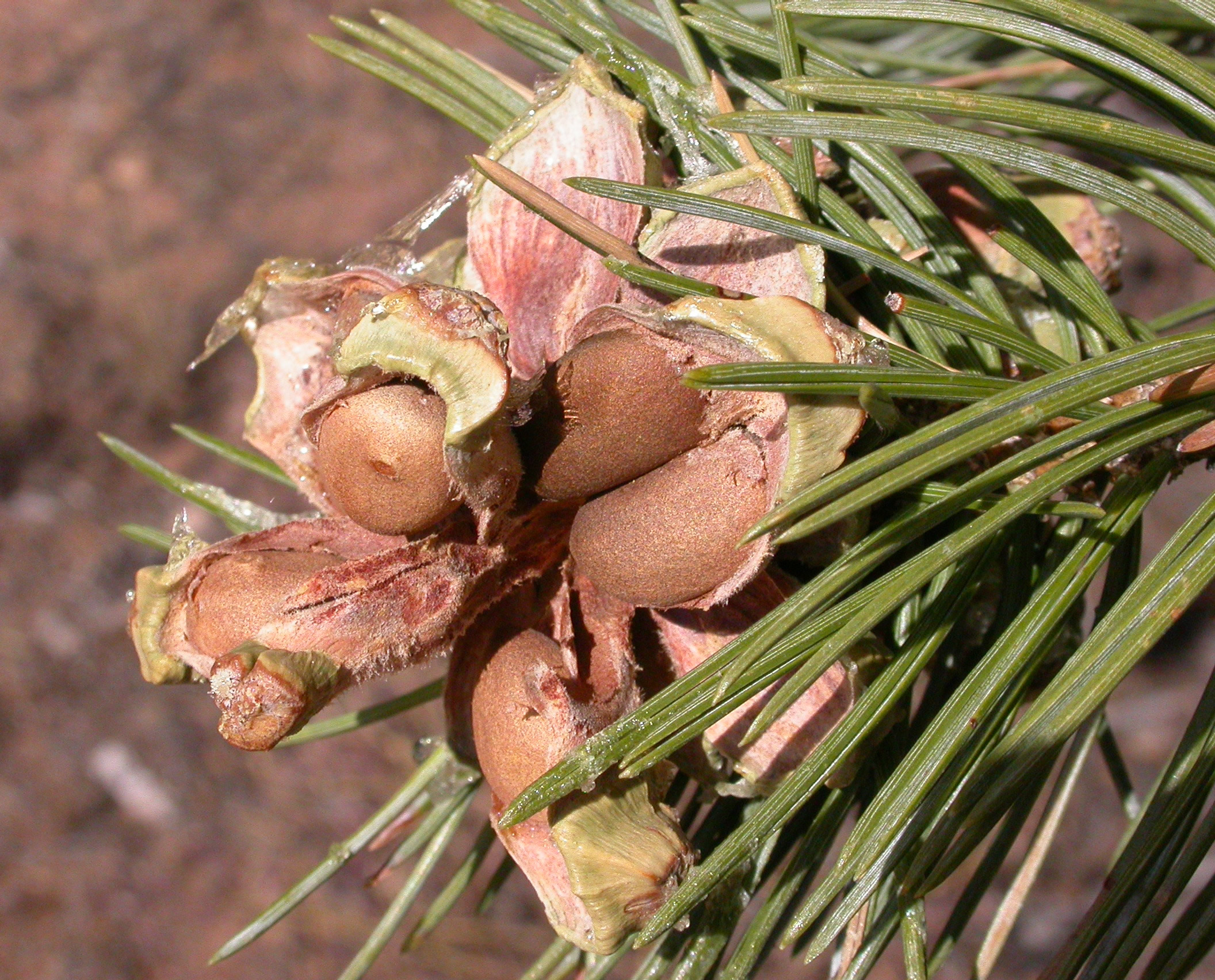
Pinus edulis
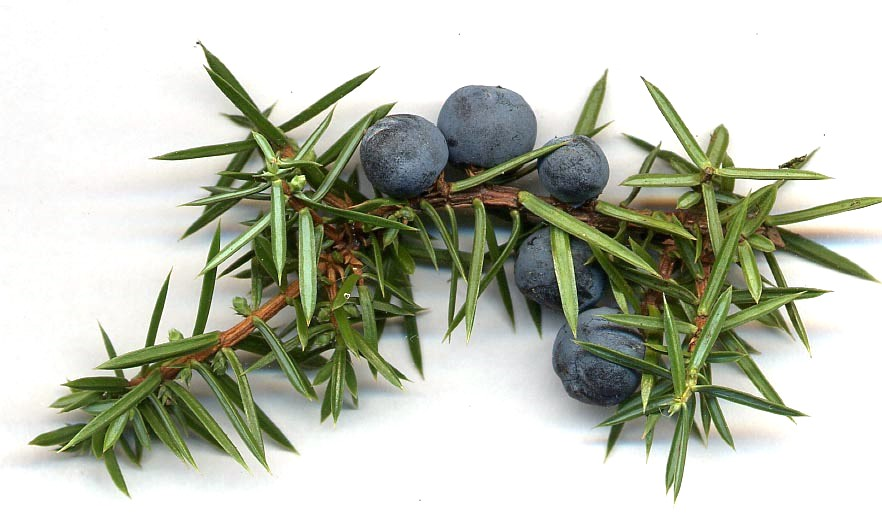
Kottar och barr på en kvist från en  (Juniperus communis)
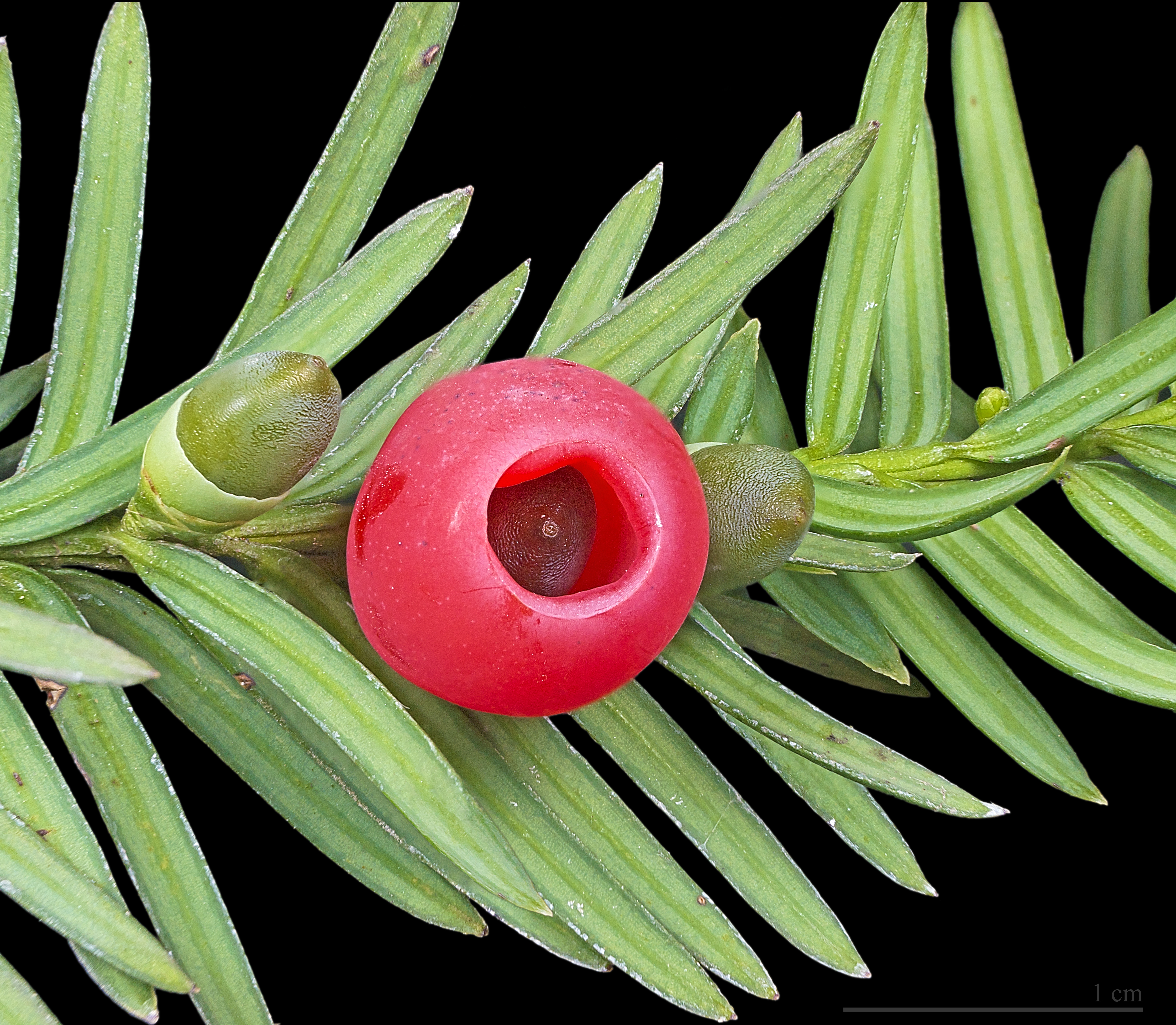
mogen kotte på en idegrankvist (Taxus baccata)